# Base Aérea Militar N.º 5 de Zapopan

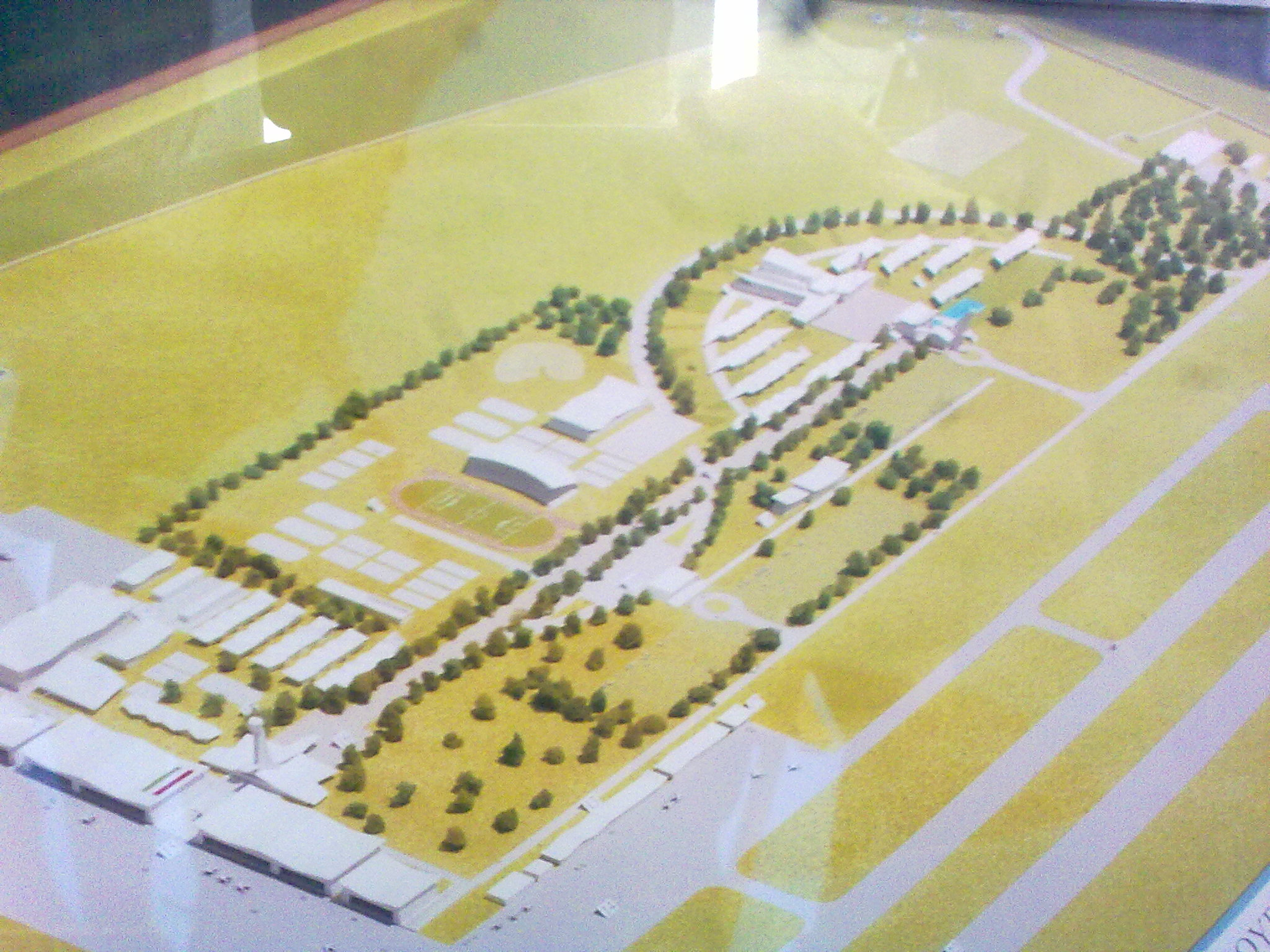
Maqueta: Nuevo Colegio del Aire

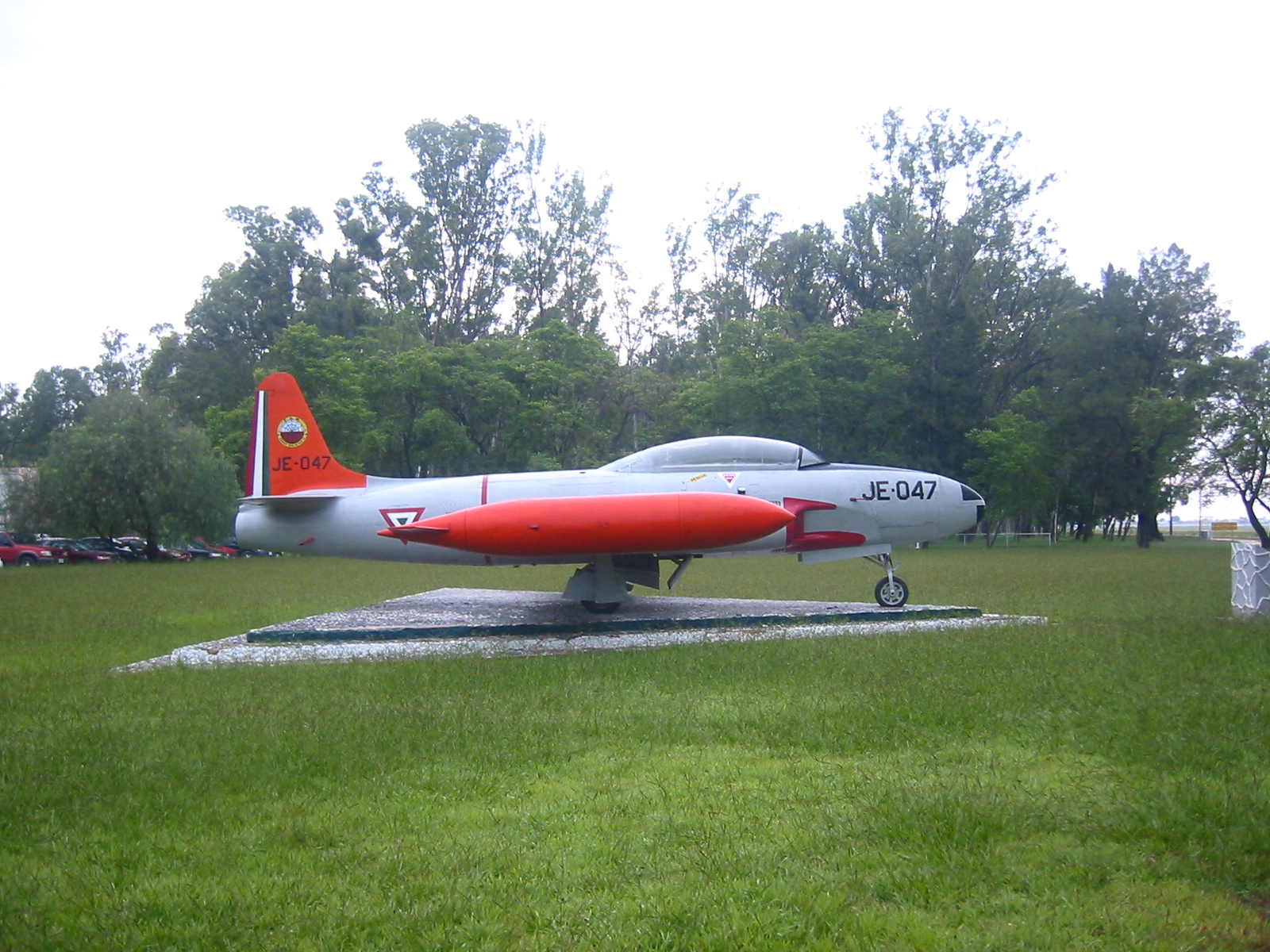
Lockheed T-33A Shooting Star (JE-047) de la FAM en el Colegio del Aire.

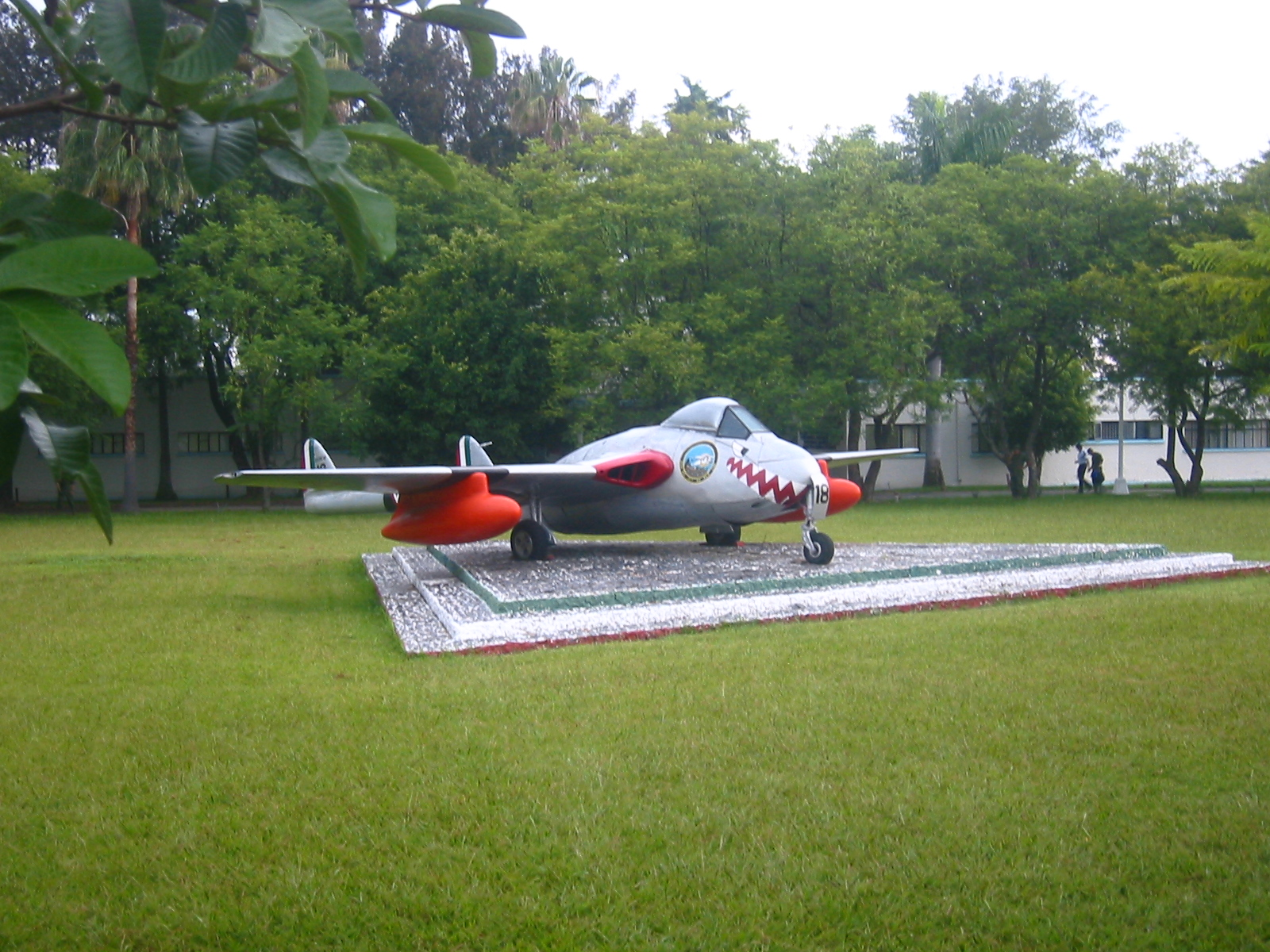
de Havilland DH-100-F3 Vampire de la FAM en exhibición estática en el Colegio del Aire.

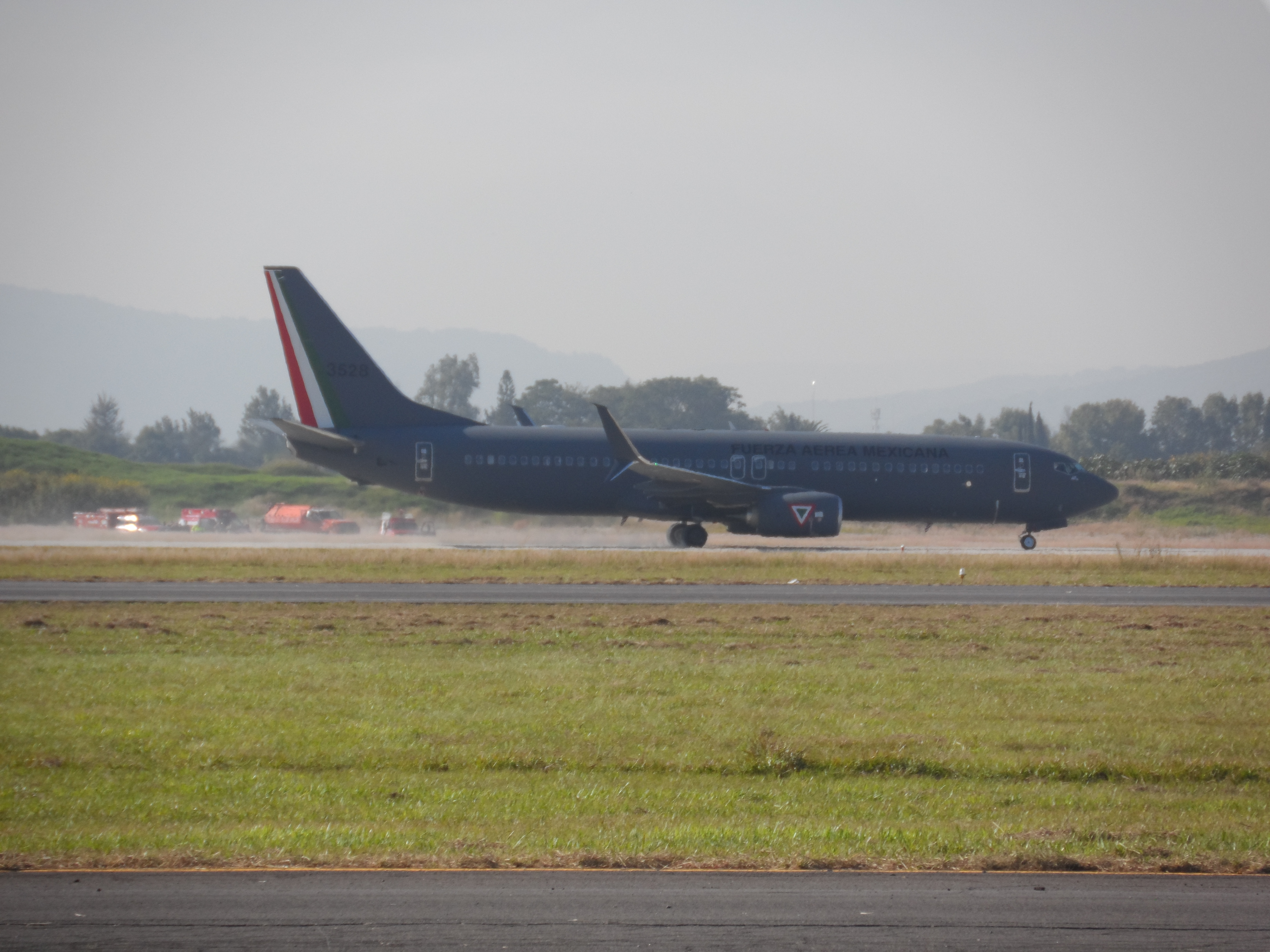
Boeing 737-8ZY (3528) de la FAM, perteneciente al, en la pista principal de la, en Zapopan, Jalisco.

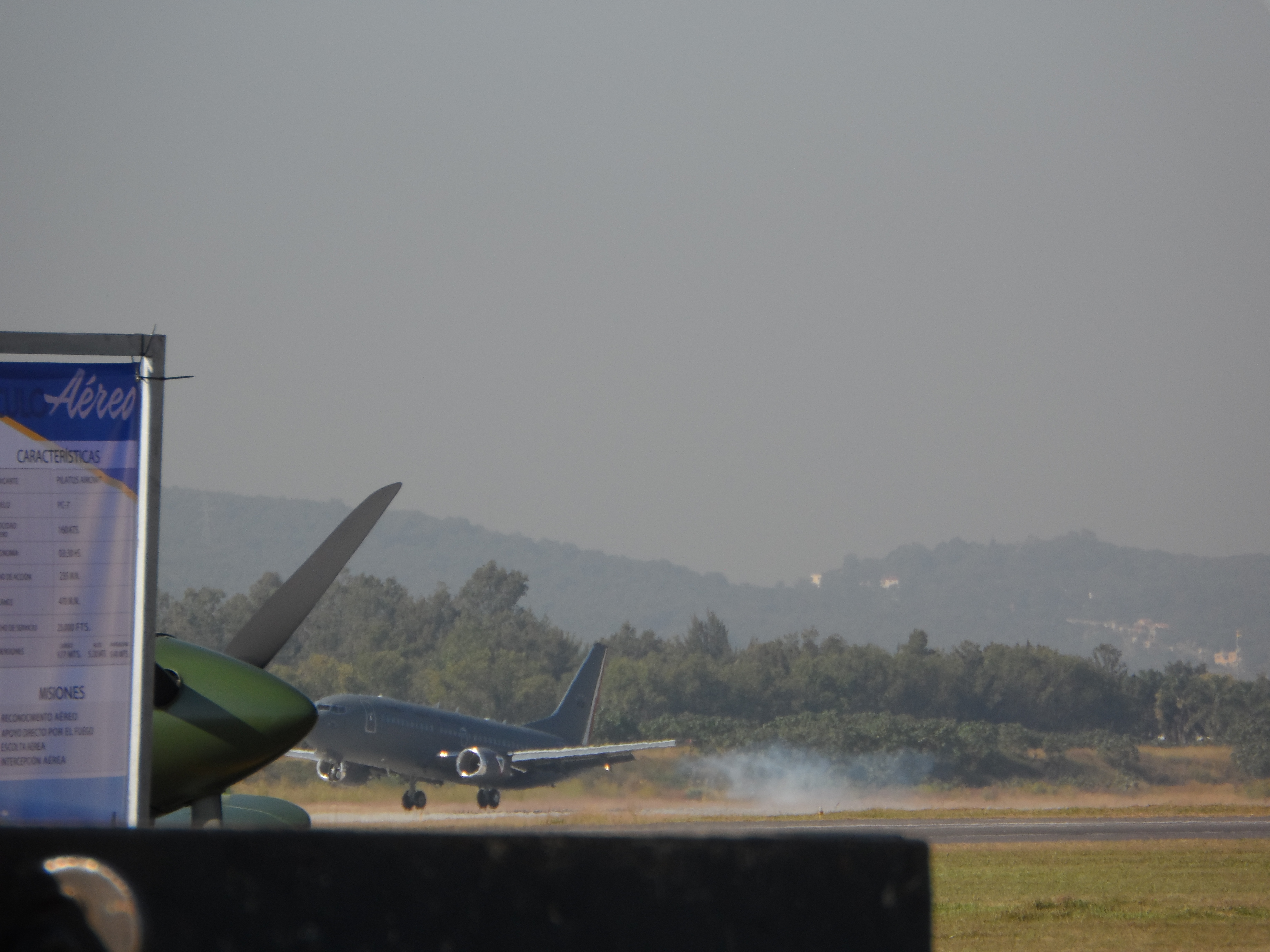
Boeing 737-2B7 Adv. del Escuadrón Aéreo 502 de la FAM aterrizando en la, en Zapopan, Jalisco.

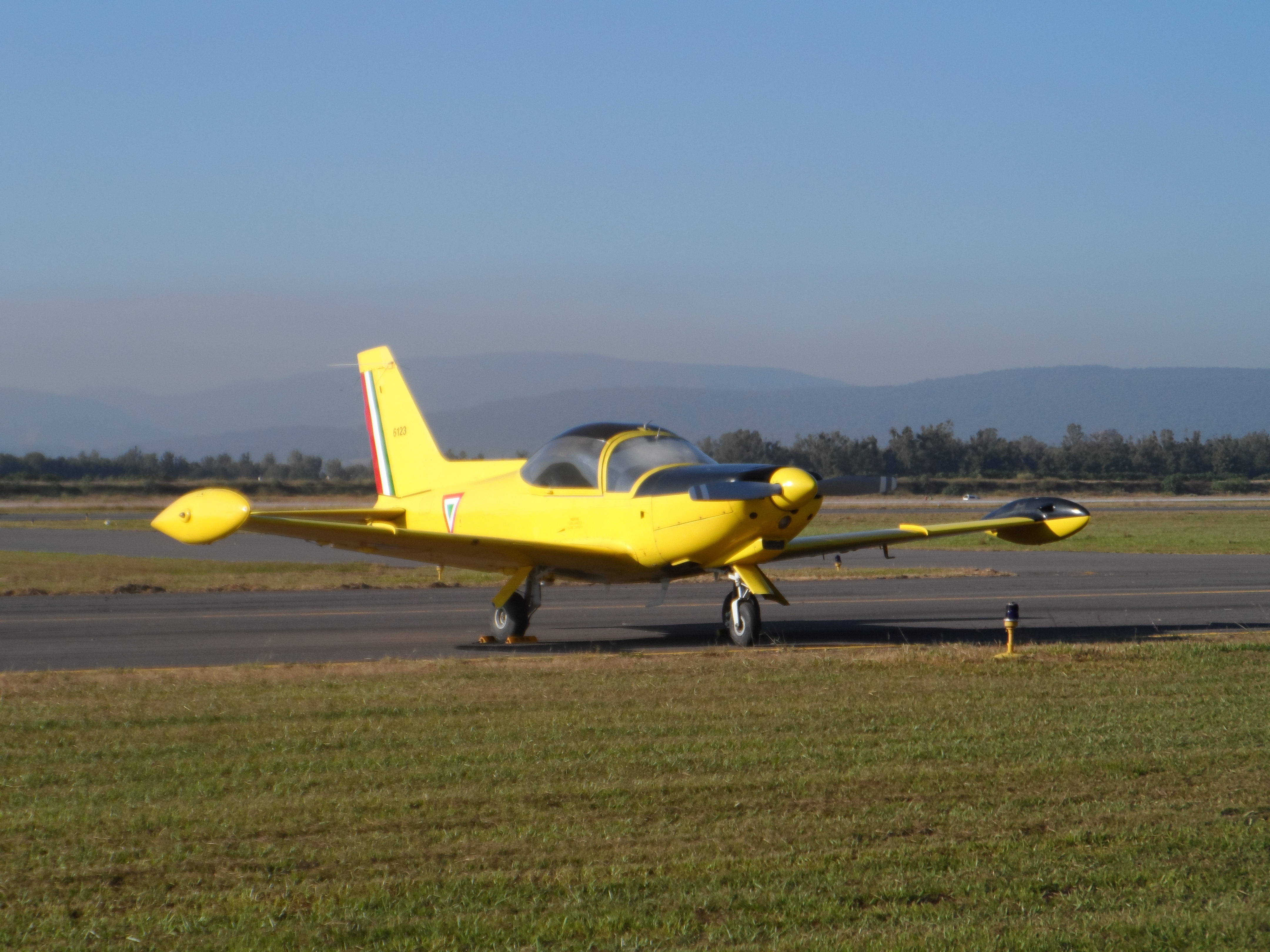
Aermacchi SF-260EU (6123) de la Escuela Militar de Aviación, predecesor del Grob G-120TP.

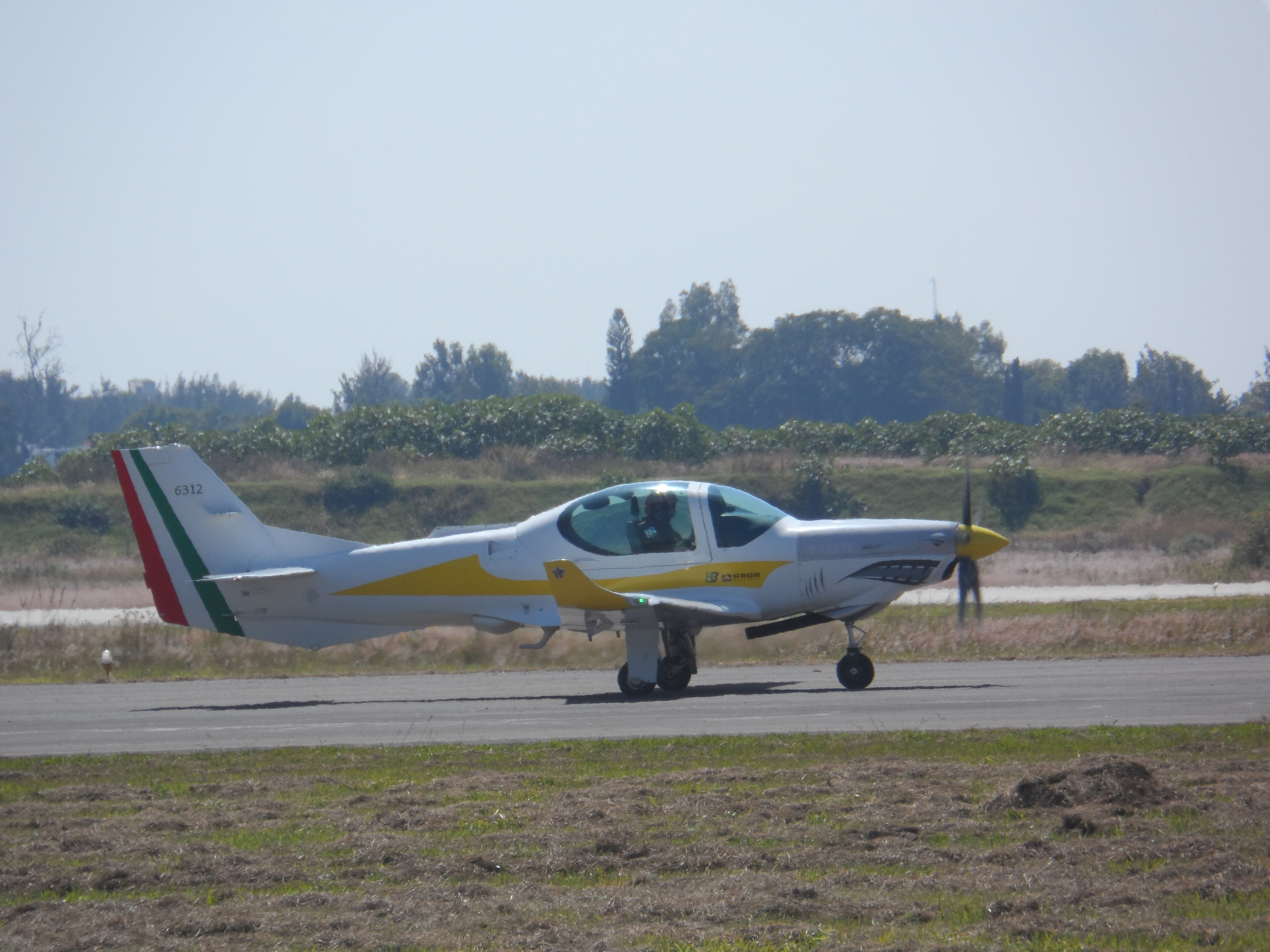
Grob G 120TP (6312) de la Fuerza Aérea Mexicana, perteneciente al Colegio del Aire, en la pista principal de la, en Zapopan, Jalisco.

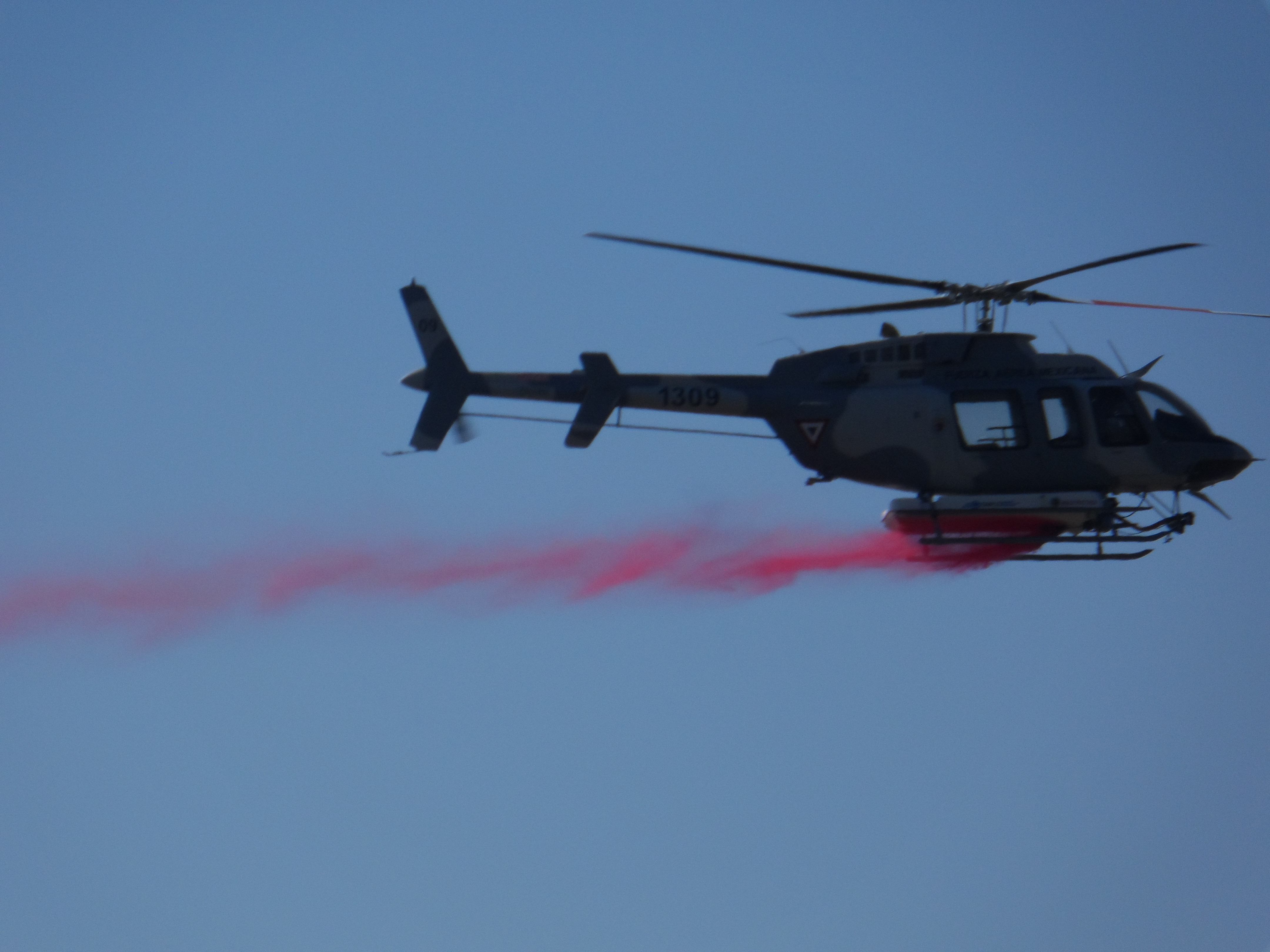
Bell 407GX (1309) de la Fuerza Aérea Mexicana, perteneciente al Escuadrón Aéreo 111, realizando una demostración de fumigación a plantíos de enervantes durante el "Espectáculo Aéreo Jalisco 2017".

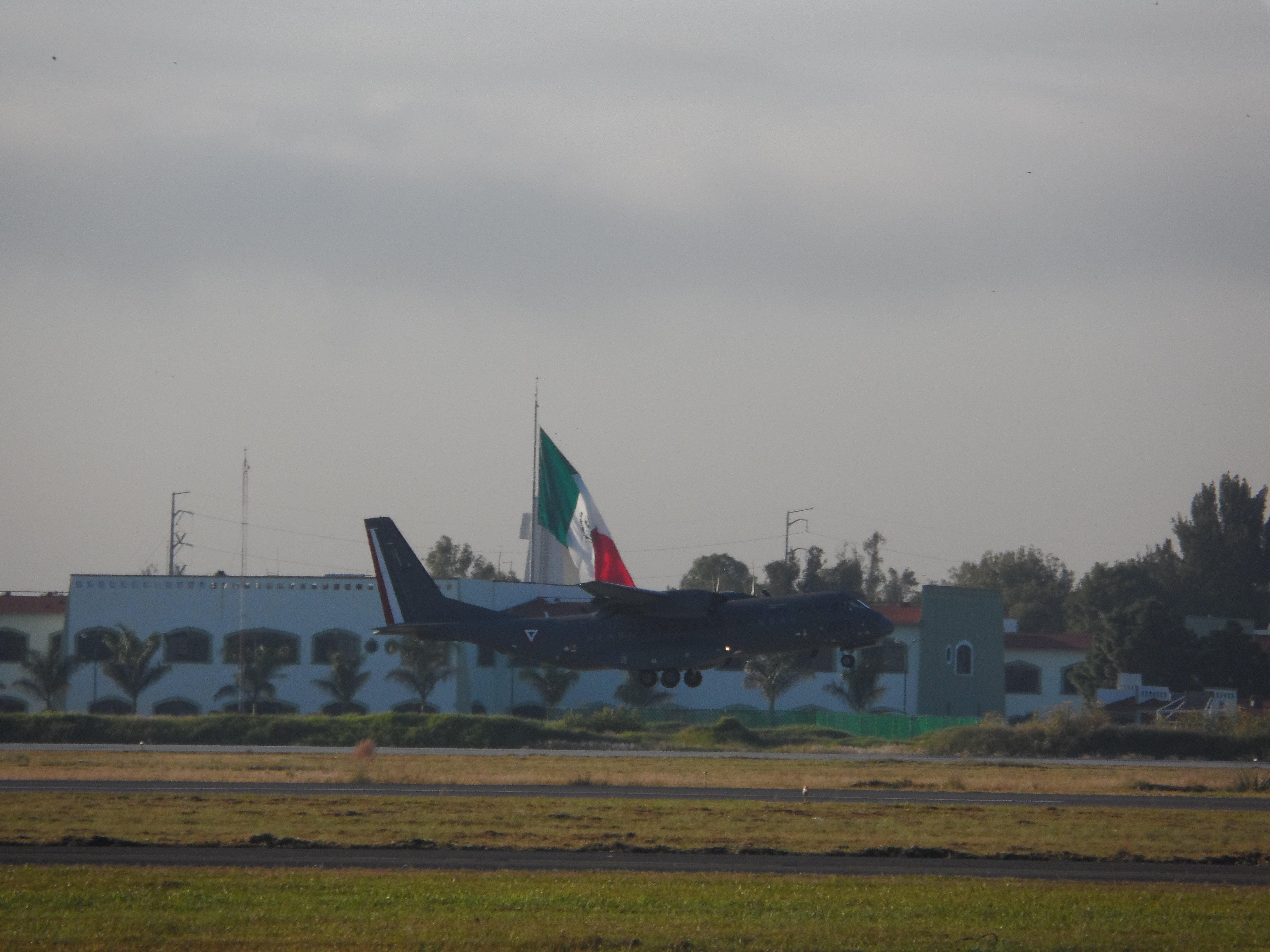
CASA C-295M (3208) de la Fuerza Aérea Mexicana aterrizando en la Base Aérea de Zapopan.

La Base Aérea Militar N° 5 de Zapopan (Código IATA: ZAP – Código ICAO: MMZP), oficialmente BAM Piloto Aviador Capitán Emilio Carranza Rodríguez o alternativamente BAM-5, es un aeropuerto militar ubicado en Zapopan, Jalisco y sede del Heroico Colegio del Aire.
En la BAM-5 se encuentran albergados de forma permanente el Escuadrón Aéreo 105 que opera aeronaves Cessna 182 y el Escuadrón Aéreo 111 que opera aeronaves Bell 206 y Bell 407GX, además de los escuadrones de entrenamiento y acrobacias del colegio del aire que operan aeronaves Stearman PT-17, Pilatus PC-7 y Grob G-120TP. Esta base es la sede del Equipo Acrobático del Colegio del Aire, conformado por los instructores de dicho colegio.
La BAM-5 cuenta con 3 pistas de aterrizaje, la principal de 3000x60 m, la secundaria de 2700x45 m y la terciaria de 1210x30 m.

## Planteles educativos militares

### Colegio del Aire
La Escuela Nacional de Aviación se inauguró en 1915; teniendo diferentes denominaciones hasta que el 9 de septiembre de 1959 se integró a las escuelas militares de meteorología, de mecánicos especialistas y de aviación, constituyendo el plantel educativo rector en educación militar aérea con el nombre de 'El Colegio del Aire'; orientado la formación de oficiales de la Fuerza Aérea. El Colegio del Aire es el conjunto de instituciones académicas de la Fuerza Aérea Mexicana y está conformado por tres escuelas: Escuela Militar de Aviación, Escuela Militar de Mantenimiento y Abastecimiento y la Escuela Militar de Especialistas de Fuerza Aérea. En ellas se imparten los cursos de formación de Oficiales Pilotos Aviadores, Controladores de vuelo, Meteorólogos, así como de Oficiales de las distintas especialidades técnicas de la FAM.
El 13 de julio de 2011 en la BAM n.º5, en Zapopan, Jalisco se llevó a cabo la ceremonia de colocación de la primera piedra para la construcción de las nuevas instalaciones del Colegio del Aire, con estas nuevas Instalaciones se ampliarán las capacidades educativas, de adiestramiento y operación, al contar con equipo moderno que colocará al Colegio del Aire al nivel de las mejores escuelas de aviación y con capacidad de proveer entrenamiento y servicios a particulares e incluso a Fuerzas Militares Extranjeras.
El proyecto de las nuevas instalaciones del Colegio del Aire conceptualiza un conjunto arquitectónico que armoniza su identidad histórica con un diseño contemporáneo, reflejando funcionalidad y optimización de las instalaciones, ya que además protegerá el medio ambiente al emplear fuentes alternas de energía.[cita requerida]

#### Escuela Militar de Aviación (E.M.A.)
El ingreso a la Fuerza Aérea se realiza a través del proceso de admisión a planteles militares que lleva a cabo cada año la Secretaría de la Defensa Nacional. Actualmente la FAM ofrece estudios de nivel superior en las que sobresalen la de Piloto Aviador Militar y la de Licenciado en Administración Militar. Estas constan de 4 años y utilizan las instalaciones del Colegio del Aire y la Base Aérea Militar n.º 5.
Durante la carrera existen actividades referentes a la formación militar que incluye materias como: Instrucción, Mando y Legislación Militar, Tiro y diversas actividades físicas enfocadas al entrenamiento básico y avanzado que caracteriza a un integrante de las Fuerzas Armadas; todos los cadetes son evaluados continuamente para comprobar el nivel de adiestramiento así como el grado de avance que se busca con cada módulo.
Las materias que se imparten para la formación de pilotos son entre otras: tácticas de las ramas de aviación, táctica general aérea, meteorología, navegación aérea, control de tráfico aéreo, radiocomunicaciones y cultura en general, aunado a aproximadamente 250 horas de vuelo. Durante el primer año, el adiestramiento es teórico. En el segundo año se emplean los aviones Cessna 182 estadounidenses para la instrucción en vuelo. En tercer año se emplean los aviones Grob G-120TP para acrobacia aérea y en cuarto año se emplean los aviones Pilatus PC-7 para adiestramiento de vuelo avanzado.
Dentro de cada una de estas etapas se les adiestra en acrobacia aérea, fase táctica, vuelo por instrumentos, vuelo visual de estima, radionavegación y formación de aeronaves, entre otras, mismas que van aumentando su complejidad conforme el cadete avanza de año.
La combinación de materias Militares y las propias a la carrera, garantizan la formación de Oficiales Pilotos Aviadores que estarán preparados para integrarse a los diversos organismos con los que cuenta la Fuerza Aérea Mexicana.
La primera mujer que egresará como piloto aviador en la historia de la FAM es Andrea Cruz Hernández, quien ingresó como cadete en la Escuela Militar de Aviación en 2007.

### Escuela Militar de Mantenimiento y Abastecimiento (E.M.M.A.)
La Escuela Militar de Mantenimiento y Abastecimiento, es una institución educativa militar, de nivel superior, que tiene como misión, formar Oficiales Especialistas de Fuerza Aérea para satisfacer las necesidades que de este personal tienen las unidades, dependencias e instalaciones del Ejército y Fuerza Aérea Mexicanos.
En este Plantel se Forman Oficiales de Fuerza Aérea Especialistas en Mantenimiento de Aviación, Especialistas en Electrónica de Aviación, de Armamento Aéreo y Abastecedores de Material Aéreo, Licenciados en Aeronáutica Militar  (personal masculino y femenino).
1. Duración de los cursos y situación del discente.
4 (Cuatro) Años, en calidad de interno de lunes a sábado, debiendo presentarse los domingos por la
noche de acuerdo a los horarios establecidos por el plantel militar, excepto cuando se tengan actividades programadas.
2. Proyección futura.
Al concluir sus estudios, el personal discente presentará un examen profesional y al aprobarlo se
le conferirá la jerarquía de Subteniente de Fuerza Aérea en la especialidad correspondiente y se le
otorgará el grado académico de Licenciado en Aeronáutica Militar.
Al egresar son asignados por la Secretaría de la Defensa Nacional a las diferentes Unidades,
Dependencias e Instalaciones de la Fuerza Aérea Mexicana que se encuentran en la República
Mexicana, existiendo una amplia perspectiva de superación y desarrollo profesional, mediante
cursos realizados en otras instituciones del Sistema Educativo Militar, escuelas civiles e inclusive en
el extranjero.
El personal Naval presentará un examen profesional y al aprobarlo se le otorgará la jerarquía
equivalente a la de Subteniente de Fuerza Aérea, al personal becario extranjero se le otorgará la
jerarquía que determine su país o la equivalente a la de Subteniente de la Fuerza Aérea Mexicana; en ambos casos se les concederá el grado académico de Licenciado en Aeronáutica Militar,
reincorporándose a su Secretaría de Estado o a su País, según corresponda.

### Escuela Militar de Especialistas de Fuerza Aérea (E.M.E.F.A.)
La Escuela Militar de Especialistas de Fuerza Aérea ofrece una beca integral con duración de 4 años para la formación de Oficiales Meteorólogos y Controladores de Vuelo, obteniendo al graduarse el grado de Subteniente y la licenciatura de Meteorología Militar y Aeronáutica Militar respectivamente. Así como la licenciatura en Meteorología para Tenientes Aerologistas con una duración de 3 años. Sus deberes son los de proporcionar información meteorológica y el control de las aeronaves militares o civiles.

## Accidentes e incidentes
- El 7 de julio de 1948 una aeronave Fairchild PT-19B con matrícula EPF-55 de la Escuela Militar de Aviación se estrelló cerca de la Base Aérea de Zapopan durante un vuelo de entrenamiento dejando gravemente heridos a sus dos ocupantes.[8]

- El 11 de mayo de 1951 una aeronave Fairchild PT-19B con matrícula EPF-58 de la Escuela Militar de Aviación se estrelló 5 kilómetros al noreste de la Base Aérea de Zapopan durante un vuelo de entrenamiento matando a su tripulante.[9]

- El 15 de septiembre de 1953 una aeronave Vultee BT-13 Valiant con matrícula EBV-409 de la Fuerza Aérea Mexicana se estrelló cerca del el poblado conocido como El Zapote cerca de la Base Aérea de Zapopan durante un vuelo de entrenamiento matando al instructor y al aprendiz de piloto aviador.[10]

- El 6 de mayo de 1964 una aeronave North American T-28 Trojan con matrícula 973 de la Fuerza Aérea Mexicana se estrelló durante un vuelo de prueba 10 kilómetros al este-sureste de la Base Aérea de Zapopan dejando heridos al piloto y al mecánico.[11]

- El 17 de abril de 1974 dos aeronaves Lockheed T-33A Shooting Star de la Fuerza Aérea Mexicana con matrículas JE-016 y JE-006 se estrellaron cerca de Ayahualulco durante su ruta a la Base Aérea de Cozumel matando a los pilotos José Melesio Núñez y Roberto Rodríguez Araiza. Las aeronaves habían partido de la Base Aérea de Zapopan.[12][13]

- El 10 de junio de 1975 una aeronave Beechcraft F33C Bonanza con matrícula EBA-407 de la Fuerza Aérea Mexicana se estrelló en el techo de una finca cerca de San Juan de los Lagos durante un vuelo de entrenamiento originado en la Base Aérea de Zapopan, incendiándose y matando al piloto aprendiz.[14]

- El 1 de junio de 1983 una aeronave Mudry CAP 10B con matrícula EPC-168 de la Fuerza Aérea Mexicana que había despegado de la Base Aérea de Zapopan para un vuelo local de adiestramiento se estrelló en el patio de una escuela mientras realizaba acrobacias en la ciudad de Mascota, matando al piloto quien era estudiante próximo a graduarse de la Escuela Militar de Aviación. El motor de la aeronave falló durante una acrobacia, lo que lo hizo caer en barrena.[15][16]

- El 25 de febrero de 1986 una aeronave Beechcraft F33C Bonanza con matrícula EBA-414 de la Fuerza Aérea Mexicana colisionó en el aire con otra aeronave del mismo modelo con matrícula EBA-406 cerca de Amatitán durante un vuelo de entrenamiento que se había originado en la Base Aérea de Zapopan, estrellándose e incendiándose, muriendo sólo el piloto aprendiz del EBA-414.[17]

- El 16 de mayo de 1992 un par de aeronaves Beechcraft F33C Bonanza con matrículas EBA-422 y EBA-426 de la Fuerza Aérea Mexicana colisionaron en el aire durante un vuelo de entrenamiento sobre el poblado de Crucero de Santa María en el municipio de San Martín Hidalgo, muriendo los 4 tripulantes a bordo de las dos aeronaves. El vuelo de entrenamiento tuvo su origen en la Base Aérea de Zapopan[18][19]

- El 14 de marzo de 2002 una aeronave Aermacchi SF-260EU con matrícula 6114 de la Fuerza Aérea Mexicana se estrelló cerca de La Villita en el municipio de Cuquío durante un vuelo de entrenamiento originado en la Base Aérea de Zapopan, matando al instructor y al piloto aprendiz.[20]

- El 8 de abril de 2005 una aeronave Pilatus PC-7 con matrícula 6584 de la Fuerza Aérea Mexicana se estrelló cerca de El Trapiche en el municipio de San Juanito de Escobedo durante un vuelo de entrenamiento matando al aprendiz de piloto.[21]

- El 22 de junio de 2012 una aeronave Aermacchi SF-260F con matrícula 6116 de la Fuerza Aérea Mexicana se estrelló en terreno montañoso en el municipio de Ixtlahuacán del Río, matando a los 2 cadetes que habían despegado del Colegio del Aire para realizar vuelos de prácticas.[22]

- El 7 de diciembre de 2012 se estrelló al momento de despegar del Aeródromo de La Yesca, Nayarit la aeronave BN-2 Islander con matrícula XC-UPJ, la cual llevaba 2 elementos del Ejército Mexicano a la Base Aérea n° 5 de Zapopan, que habían sufrido un accidente automovilístico cerca de La Yesca. El accidente se originó debido a que una corriente de aire desvió el curso de la aeronave haciendo que el ala chocase contra un árbol produciendo que la aeronave se precipitara. Las 3 personas a bordo sobrevivieron.[23][24]

- El 10 de abril del 2025 se estrelló un avión Grob G-120TP con matrícula 6302, en el municipio de Ameca, Jalisco, matando a sus dos pilotos. La aeronave había despegado de la Base Aérea Militar No. 5 para realizar un vuelo de entrenamiento.[25]